# Glauburg
Glauburg este o comună din districtul rural Wetteraukreis, landul Hessa, Germania. Se află 35 de km nord-est de Frankfurt pe Main și 10 km nord-vest de Büdingen.

## Geografie

### Comune vecinate
Glauburg este delimitat în nord-vest de comuna Ranstadt, în nord-est de orașul Ortenberg, în sud-est de orașul Büdingen, în sud-vest de comuna Altenstadt și în vest de orașul Florstadt (toate se află în districtul rural Wetteraukreis, la fel ca și Glauburg).

### Subdiviziune
Comuna Glauburg este subîmpărțită în două sate: Glauberg și Stockheim.

## Istorie

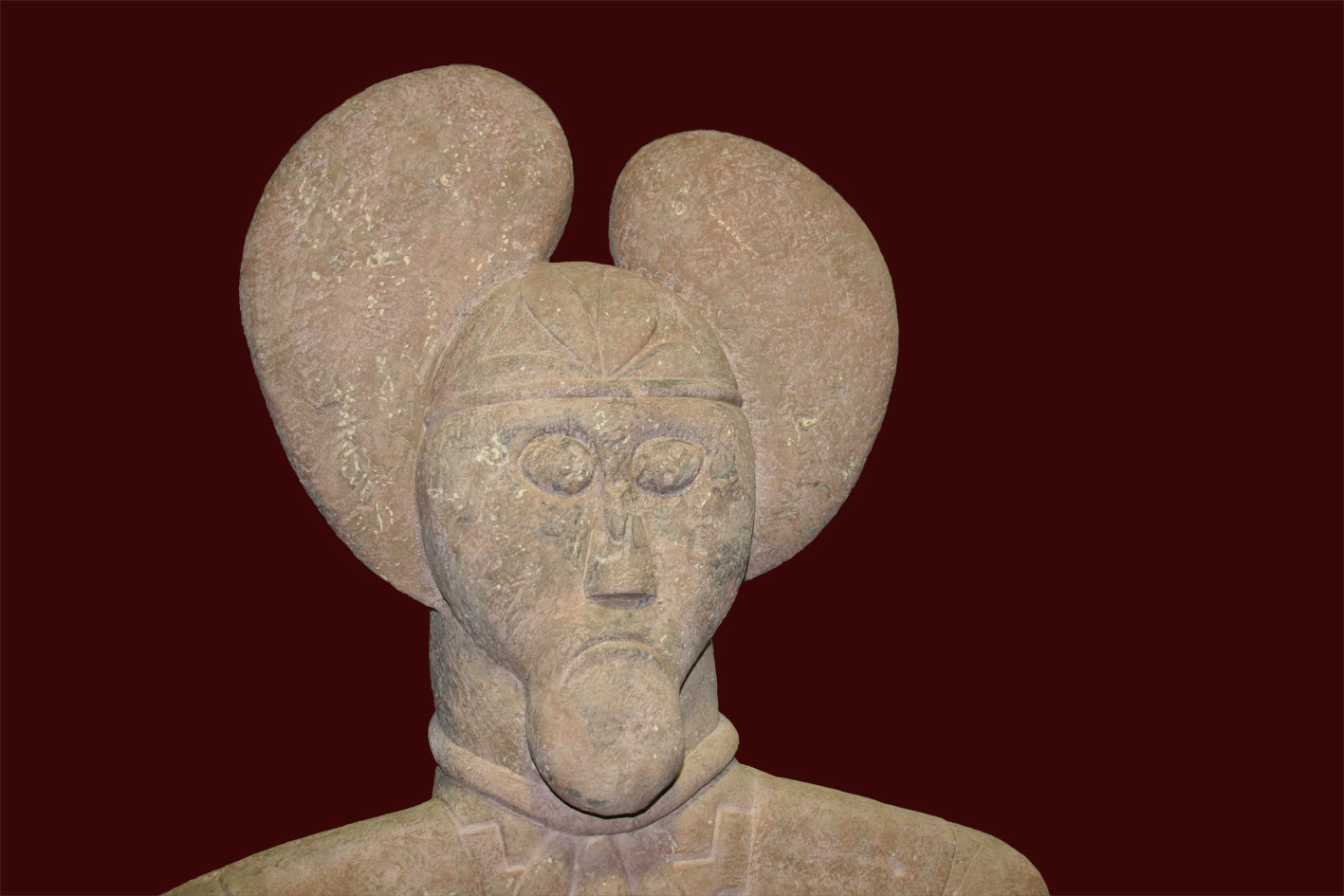
Capul statuii prinţului celt (cca 500 î.Hr.)

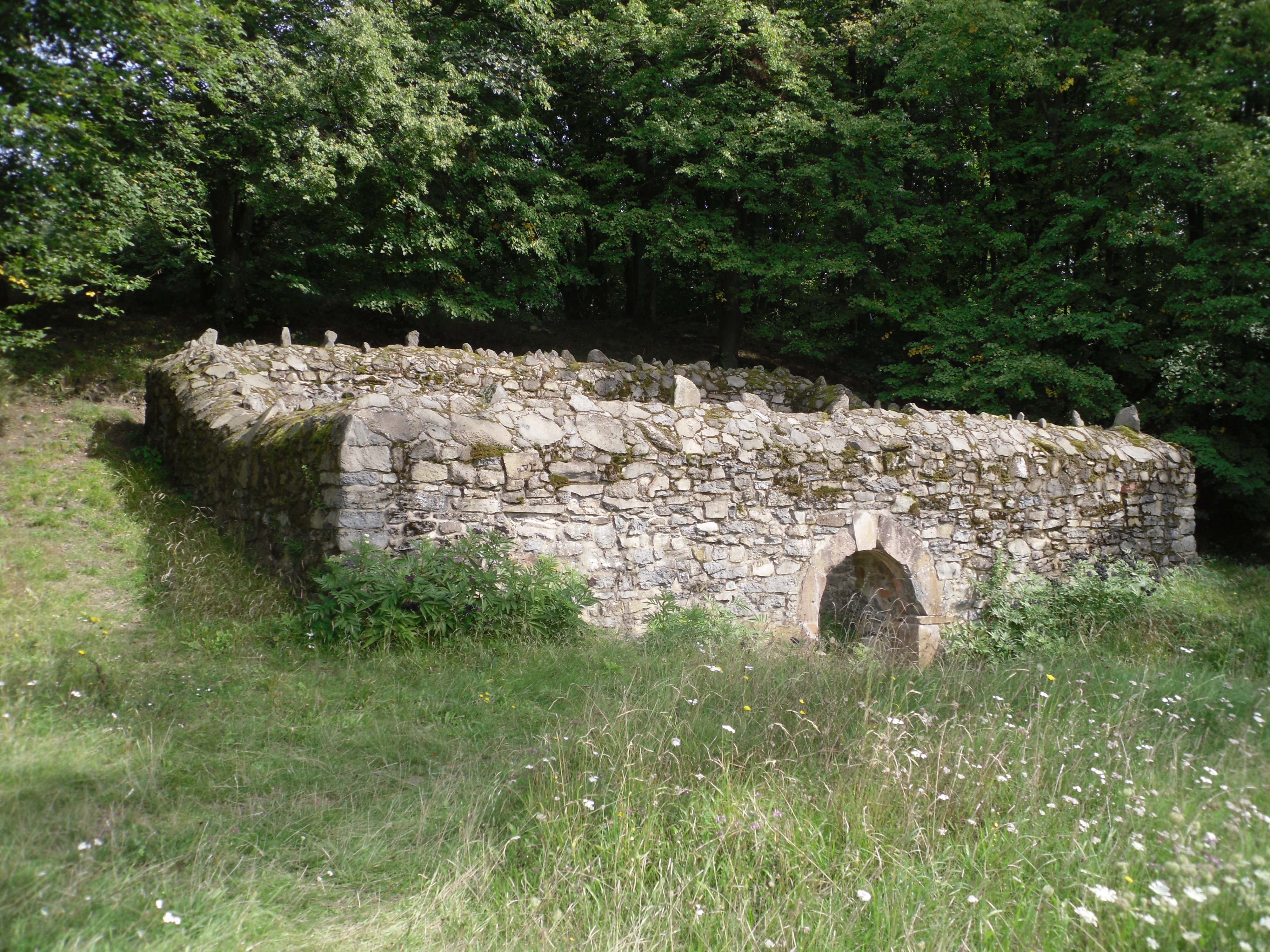
Ruina unei clădiri din evul mediu de pe dealul Glauberg

- La sud-est de satul Glauberg se află dealul Glauberg. Prima așezare omenească pe acest deal datează probabil încă din neolitic. În secolele al VI-lea și al V-lea î.Hr. pe Glauberg au trăit celți. În secolul al VII-lea d.Hr. francii au construit pe deal un castel. După distrugerea castelului în 1256 nu a mai locuit nimeni acolo.
- Existența satului Glauberg a fost documentată pentru prima oară în anul 802 d.Hr. Satul Stockheim a fost documentat pentru prima oară în anul 1198 d.Hr.[2]
- Comuna "Glauburg" s-a format în 1971 prin o reformă rurală în landul Hessa. Primăria comunei se află în Stockheim.

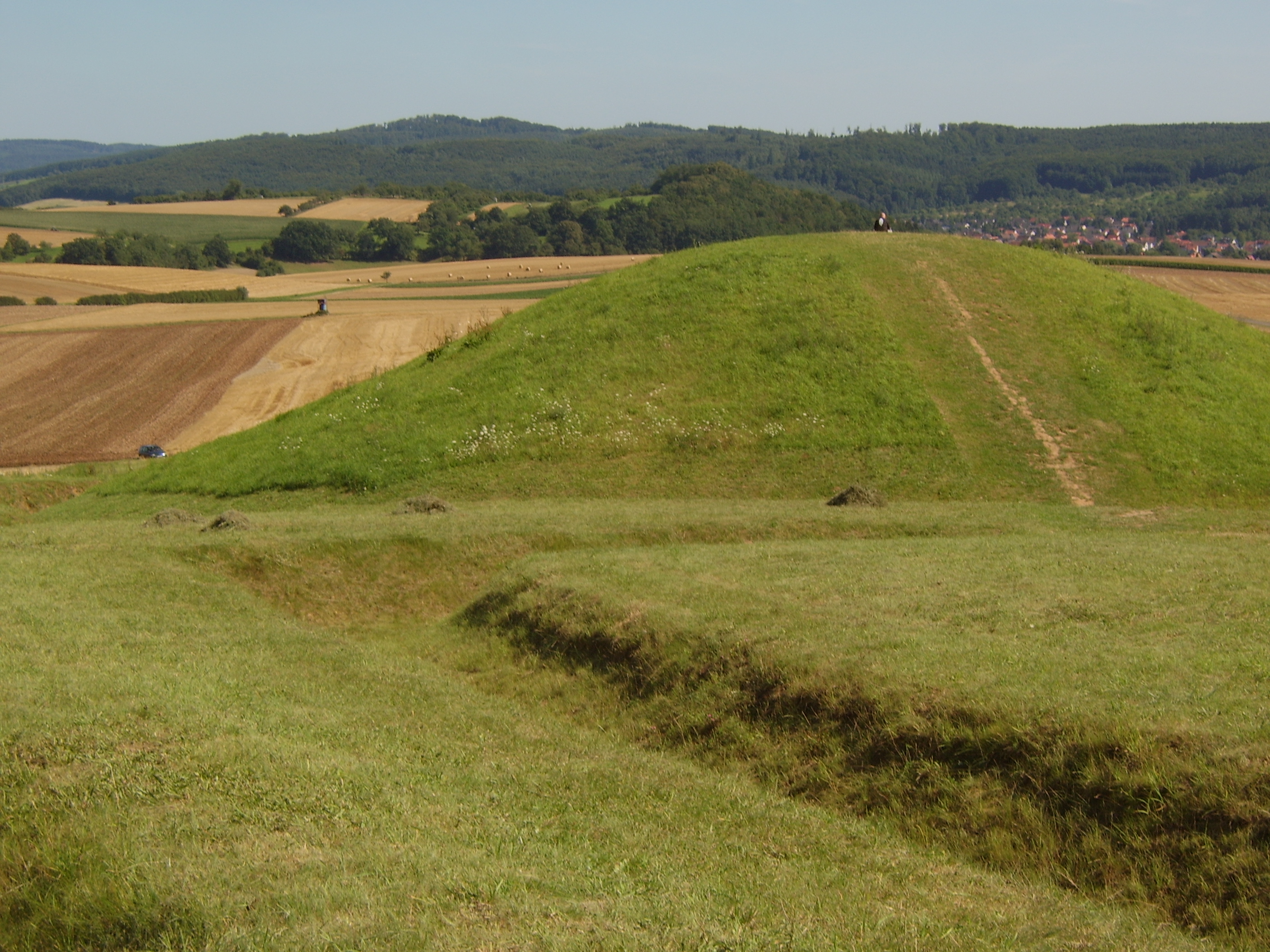
Glauberg (Dealul celților)

- În anii 1990 pe teritoriul comunei au fost găsite morminte de personalități celtice datând din sec. al V-lea î.Hr., deci vechi de circa 2.500 de ani, precum și statuia remarcabilă de gresie, în mărime naturală, a unui prinț celt. În mai 2011 în imediată vecinătate a sitului arheologic s-a inaugurat un Muzeu al Celților.

## Politică

### Alegeri comunale
Rezultatul alegerilor comunale de la 27 martie 2011:, 
| Partid                      | Partid                                      | % 2011 | Consilieri 2011 | % 2006 | Consilieri 2006 | % 2001 | Consilieri 2001 |
| SPD                         | Sozialdemokratische Partei Deutschlands     | 36,7   | 7               | 41,4   | 8               | 45,7   | 9               |
| FWG                         | Freie Wählergemeinschaft Glauburg           | 35,7   | 7               | 35,6   | 7               | 31,5   | 6               |
| CDU                         | Christlich Demokratische Union Deutschlands | 14,5   | 3               | 16,1   | 3               | 15,5   | 3               |
| GRÜNE                       | Bündnis 90/Die Grünen                       | 13,1   | 2               | 6,9    | 1               | 7,4    | 1               |
| Total                       | Total                                       | 100,0  | 19              | 100,0  | 19              | 100,0  | 19              |
| Participare la alegeri în % | Participare la alegeri în %                 | 52,8   | 52,8            | 57,9   | 57,9            | 60,9   | 60,9            |

### Primar
Rezultatul alegerilor de primar în Glauburg:
| An                          | Candidat                    | Partid      | Rezultat în % |
| 2009                        | Carsten Krätschmer          | SPD         | 61,0          |
| 2009                        | Thomas Meißner              | FWG         | 39,0          |
| Participare la alegeri în % | Participare la alegeri în % | ?           | ?             |
| 2003                        | Wilfried Schneider          | SPD         | 22,9          |
| 2003                        | Gerd Mordier                | independent | 77,1          |
| Participare la alegeri în % | Participare la alegeri în % | 81,7        | 81,7          |
| 1997                        | Eberhard Langlitz           | SPD         | 91,1          |
| Participare la alegeri în % | Participare la alegeri în % | 62,1        | 62,1          |

### Localități înfrățite

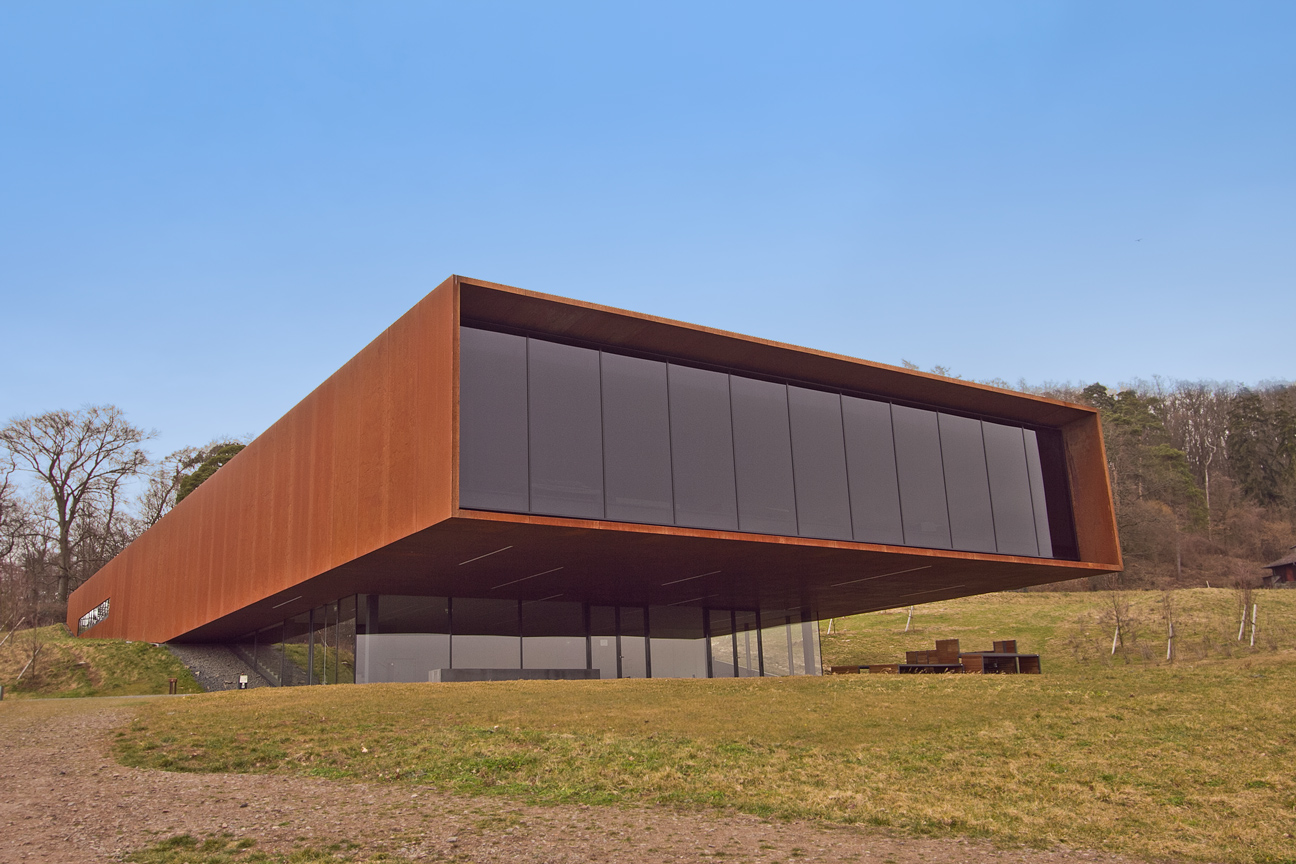
Muzeul de la Glauberg

Comuna Glauburg este înfrățită cu:
- Ebeleben-Allmenhausen, Germania
- Maio, Republica Capul Verde

## Obiective turistice
- Archäologischer Park Glauberg (Parcul arheologic Glauberg)

### Muzee
- Glauberg-Museum (Muzeul de la Glauberg; adresa: Hauptstraße 17, 63695 Glauburg-Glauberg).[7] În muzeul se află statuia prințului celt (Keltenfürst) găsită la 24 iunie 1996.[8]
- Modellbahnhof Stockheim (Gara Stockheim în miniatură; adresa: Bahnhofstr. 51, 63695 Glauburg - Stockheim)[9]

## Infrastructură
Prin Glauburg trec drumurile landului L 3190 și L 3191.

### Transporturi publice
Prin comuna Glauburg trec liniile de cale ferată RB 34 („Niddertalbahn”: Stockheim - Bad Vilbel - Frankfurt pe Main) și RB 36 („Lahn-Kinzig-Bahn”: Gelnhausen - Gießen). Pe suprafața comunei se opresc la stațiile:
- Glauburg-Glauberg (RB 34)
- Glauburg-Stockheim (RB 34 și RB 36)